# Parlamentswahl in Åland 1999
- SOC: 3
- C: 9
- LIB: 9
- FS: 4
- ÅFG: 1
- ObS: 4

Die Parlamentswahl in Åland 1999 fand am 17. Oktober 1999 statt.
Es war die erste Wahl, bei der das Åländische Zentrum nicht die größte Partei wurde und nur knapp gegen die Liberalen auf Åland verlor.

## Wahlsystem
Die Wahl der 30 Mitglieder des Lagting erfolgte durch Verhältniswahlrecht, wobei die Sitze nach den D’Hondt-Verfahren ermittelt wurden.

## Parteien
Folgende fünf Parteien traten zur Wahl an:
| Partei | Partei                                                | Ausrichtung           |
| ------ | ----------------------------------------------------- | --------------------- |
|        | Åländisches Zentrum Åländsk Center (C)                | sozialliberal         |
|        | Liberale auf Åland Liberalerna på Åland (LIB)         | liberal               |
|        | Freisinnige Zusammenarbeit Frisinnad Samverkan (FS)   | liberal, konservativ  |
|        | Ålands Sozialdemokraten Ålands Socialdemokrater (SOC) | sozialdemokratisch    |
|        | Ungebundene Sammlung Obunden Samling (ObS)            | konservativ, souverän |
|        | Ålands Fortschrittsgruppe Ålands Framstegsgrupp (ÅFG) |                       |

## Wahlergebnis
| Partei          | Partei                          | Stimmen | Stimmen | Stimmen | Sitze  | Sitze |
| Partei          | Partei                          | Anzahl  | %       | +/−     | Anzahl | +/−   |
| --------------- | ------------------------------- | ------- | ------- | ------- | ------ | ----- |
|                 | Liberale auf Åland (LIB)        | 3.463   | 28,7    | ▲2,1    | 09     | ▲1    |
|                 | Åländisches Zentrum (C)         | 3.292   | 27,3    | ▼0,5    | 09     | ▬     |
|                 | Freisinnige Zusammenarbeit (FS) | 1.750   | 14,5    | ▼6,1    | 04     | ▼2    |
|                 | Ungebundene Sammlung (ObS)      | 1.537   | 12,8    | ▲3,0    | 04     | ▲1    |
|                 | Ålands Sozialdemokraten (SOC)   | 1.427   | 11,8    | ▼3,4    | 03     | ▼1    |
|                 | Ålands Fortschrittsgruppe       | 0.580   | 04,8    | Neu     | 01     | Neu   |
| Gesamt          | Gesamt                          | 12.328  | 100,0   |         | 30     | ▬     |
| Wahlbeteiligung | Wahlbeteiligung                 | 65,9 %  |         |         |        |       |